# Cedynia
Cedynia (tysk: Zehden) er en by i det vestlige Polen, i voivodskabet vestpommern, Stettin byområde, med et indbyggertal på 1.653 (2006) og et areal på 1,67 km².

## Bebyggelser ved Cedynia
| Byer - Gryfino - Chojna - Trzcińsko - Zdrój - Moryń - Mieszkowice - Schwedt (Schwedt/Oder, Tyskland) - Vierraden (Tyskland) - Myślibórz - Pyrzyce | Landsbyer - Bielinek - Osinów Dolny - Siekierki (ved Cedynia) - Gozdowice - Klępicz - Krajnik Dolny - Widuchowa - Bielinek - Banie |

## Seværdigheder
| Naturen - Piaskowa Skoven (polsk: Puszcza Piaskowa), - Bielinek Naturreservat (polsk: Rezerwat Bielinek) - Cedyński Park Krajobrazowy - Spor af oldtidens kultur | I byen - Kirke (13. århundrede) - Kloster (Cistercienserordenen) (13. århundrede), nu hotel - Rådhus (19. århundrede) - Museum - Monumentet Polens Sejren ved Oder på "Góra Czcibora", 1972 |